# Tara parvula
Tara parvula là một loài nhện trong họ Salticidae.
Loài này thuộc chi Tara. Tara parvula được Eugen von Keyserling miêu tả năm 1883.